# Ypthima albivittula
Ypthima albivittula är en fjärilsart som beskrevs av Paul Mabille 1879. Ypthima albivittula ingår i släktet Ypthima och familjen praktfjärilar. Inga underarter finns listade i Catalogue of Life.